# Bring Them Down
Bring Them Down ist ein Thriller von Chris Andrews. Der in Irland spielende, schwarzhumorige Film mit Christopher Abbott, Barry Keoghan, Colm Meaney, Nora-Jane Noone und Paul Ready in den Hauptrollen als Mitglieder zweier rivalisierender Schafzüchterfamilien feierte im September 2024 beim Toronto International Film Festival seine Premiere.

## Handlung
Michael führt die familiäre Schafzucht auf ihrem Hof in Irland ganz allein. Sein Vater Ray kann ihm nicht helfen. Seine Mutter starb bei einem Unfall, bei dem Michael am Steuer saß. Seitdem lebt er mit Schuldgefühlen. Michaels Exfreundin Caroline war ebenfalls in den Unfall verwickelt, wovon ihre Narben erzählen. Sie heiratete schließlich Gary, einen anderen Schafzüchter. Michael liegt mit Gary und ihrem Sohn Jack in einem ständigen Clinch.

## Produktion

### Regie und Drehbuch
Regie führte Chris Andrews, der auch das Drehbuch schrieb. Es handelt sich bei Bring Them Down nach den Kurzfilmen Together Again, Fire und Stalker um sein Regiedebüt bei einem Spielfilm. Er hat irische Vorfahren, ist aber in der nordenglischen Grafschaft Cumbria aufgewachsen, wo er auf Bauernhöfen arbeitete. Andrews ist einer der Screen Stars of Tomorrow des Jahres 2019.

### Besetzung und Dreharbeiten
Der US-Amerikaner Christopher Abbott, zuletzt in Hauptrollen in den Filmen Sanctuary, Poor Things und Swimming Home zu sehen, spielt in der Hauptrolle Michael, der den Schafzuchtbetrieb seiner Familie ganz allein führen muss. Der Ire Colm Meaney, hauptsächlich durch seine Star-Trek-Rolle als Miles O’Brien bekannt, spielt seinen Vater Ray. Nora-Jane Noone spielt Michaels Exfreundin Caroline und Paul Ready deren Ehemann Gary, der ebenfalls Schafzüchter ist. Barry Keoghan, bekannt aus Hauptrollen in den Filmen Shadow of Violence, The Banshees of Inisherin, Saltburn und Bird und ebenfalls Ire, spielt ihren Sohn Jack. Ursprünglich war Paul Mescal für diese Rolle vorgesehen.
Die Dreharbeiten fanden in Irland statt und wurden Ende Februar 2023 beendet. Kameramann Nick Cooke war in der Vergangenheit für Filme wie Limbo von Ben Sharrock tätig.

### Filmmusik und Veröffentlichung
Die Filmmusik komponierte Hannah Peel. Die irisch-britische Singer-Songwriterin, Komponistin und Musikproduzentin war zuletzt für den Coming-of-Age-Film Silent Roar von Johnny Barrington und die Filmbiografie Scoop – Ein royales Interview von Philip Martin tätig. Das Soundtrack-Album mit insgesamt 12 Musikstücken soll am 7. Februar 2025 von Silva Screen Records als Download veröffentlicht werden.
Die Premiere von Bring Them Down fand am 9. September 2024 beim Toronto International Film Festival statt. Im Oktober 2024 wurde der Film beim Rome Film Festival und beim London Film Festival gezeigt und Anfang November 2024 beim Belfast Film Festival. Ebenfalls im November 2024 wurde er beim Internationalen Filmfestival Mannheim-Heidelberg und beim Cork International Film Festival gezeigt. Die internationalen Rechte liegen bei Charades. Den Vertrieb in den USA übernimmt der Streamingdienst MUBI. Am 7. Februar 2025 kam der Film dort in ausgewählte Kinos. Im Mai 2025 wird er bei den Fantasy Filmfest Nights gezeigt. Im Juni 2025 wird Bring Them Down beim Sydney Film Festival vorgestellt und im Juli 2025 beim Neuchâtel International Fantastic Film Festival.

## Rezeption

### Kritiken
Von den bei Rotten Tomatoes aufgeführten Kritiken sind 91 Prozent positiv. Bei Metacritic erhielt der Film einen Metascore von 63 von 100 möglichen Punkten.
Siddhant Adlakha schreibt in seiner Kritik für Variety, Bring Them Down vereine rabenschwarzen Humor und eine durchdringende Melancholie. Die beunruhigende Stimmung komme auch von der dröhnenden, aus dem Takt geratenen Filmmusik. Obwohl keine der Figuren jemals religiöse oder abergläubische Überzeugungen äußert, fühle sich die Ausgangssituation von Bring Them Down fast an, als seien diese verflucht, zumindest aber, dass Michael diese Strafe für seine vergangenen Sünden verdient hat oder er glaubt, sie zu verdienen, wie in einer Art von Fegefeuer. Christopher Abbott in der Rolle von Michael und Barry Keoghan in der Rolle von Jack seien beide äußerst faszinierend anzusehen. Ihnen gelinge es, in dem Film völlig unterschiedlich zu wirken, je nachdem, aus wessen Perspektive er gezeigt wird.

### Auszeichnungen

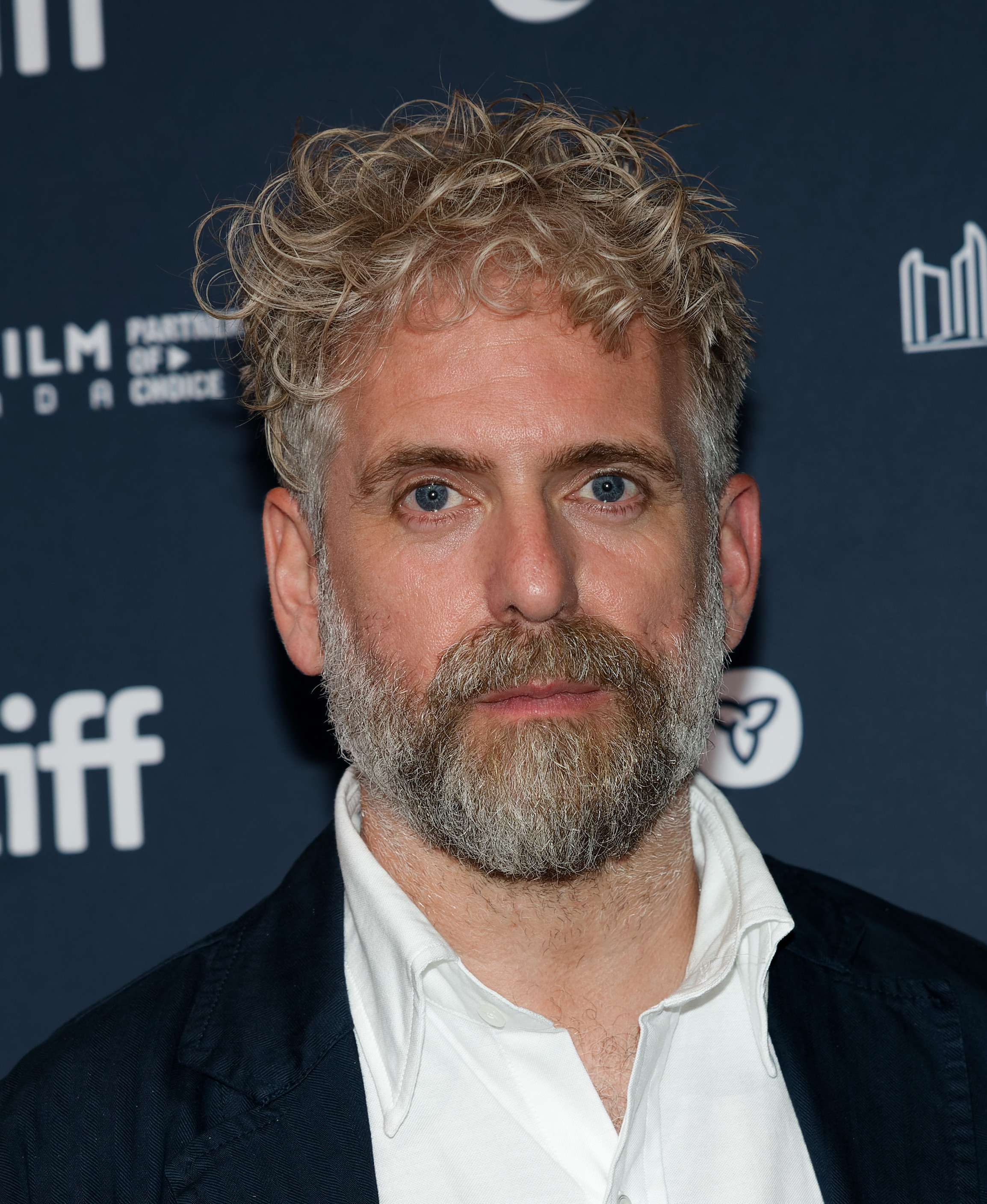
Regisseur und Drehbuchautor Christopher Andrews

British Independent Film Awards 2024
- Auszeichnung als Bester Nachwuchsregisseur für den Douglas Hickox Award (Christopher Andrews)
- Nominierung als Bester Nachwuchsproduzent (Jacob Swan Hyam)[19][20]

Cork International Film Festival 2024
- Nominierung für den Best New Irish Feature Award[21]

Fantastic Fest 2024
- Auszeichnung als Bester Film[22]

Festa del Cinema di Roma 2024
- Nominierung im Concorso Progressive Cinema
- Auszeichnung für das Beste Drehbuch (Christopher Andrews)[23][24]

Internationales Filmfestival Mannheim-Heidelberg 2024
- Auszeichnung mit dem FIPRESCI-Preis[25]

London Film Festival 2024
- Nominierung im Wettbewerb[26]

National Film Awards 2025
- Nominierung als Bester Spielfilm

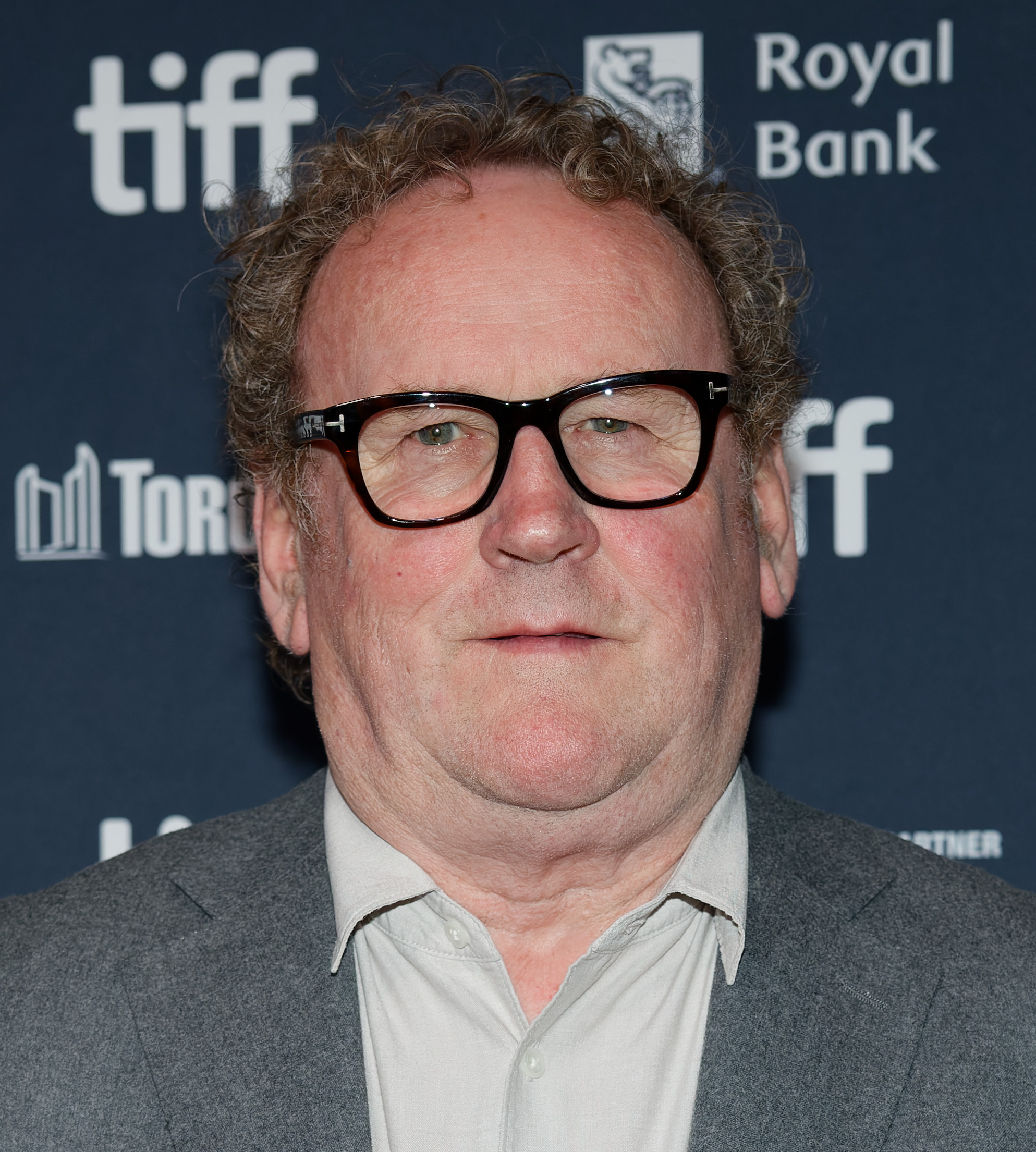
Colm Meaney spielt Ray

- Nominierung als Bester Schauspieler (Barry Keoghan)
- Nominierung als Beste Nebendarstellerin (Colm Meaney)
- Nominierung für die Beste Regie (Christopher Andrews)[27]